# X Games Los Angeles 2012

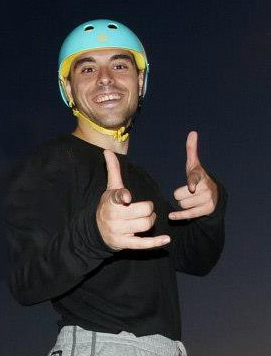
Sergio Garcia vert skating

Los X Games son un certamen regular controlado y organizado por la emisora de deportes ESPN, que se centra en los juegos extremos. Reúne a los profesionales de deportes extremos. Hay dos modalidades, la convencional (Surf, Skate, Roller, BMX, Rally, Moto X (motocross) y los X games de invierno (Snowboard, esquí extremo, SnowMobile). Se juega todos los años y se asemeja a las olimpiadas, además todos los juegos se consideran deportes. Estos juegos cada vez tienen más seguidores y en ellos han participado grandes como Colin McRae, Tony Hawk, Jimmy Wilson, Matt Hoffman, Dave Mirra, Travis Pastrana, Ken Block, etc.

## Eventos

### BMX
BMX Estilo Libre en Parke, BMX Estilo Libre Callejero,  BMX Estilo Libre Vert, BMX Estilo Libre Aéreo. Esto se debe hacer una cierta cantidad de trucos en un tiempo determinado en la pista.

### Moto cross
Motocross Velocidad y Estilo, Motocross Mejor truco, Motocross Estilo libre, Motocross step up, Motocross Best Whip.

### Rally
Rally Carrera de autos, Rally SuperRally de autos.

### Skateboard
Big Air, Vert, Parque, Calle, scootering.